# AQUOSケータイ
AQUOSケータイ（アクオスケータイ）は、ワンセグに対応したシャープ製携帯電話の愛称で、シャープが有する商標である。本項目はAQUOSケータイ以外のAQUOSブランド携帯電話「AQUOS SHOT」「AQUOS K」も時期別に記す。

## AQUOSケータイ（2006年 - 2010年）

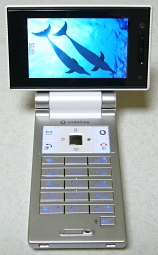
Vodafone 905SH

AQUOSケータイ（アクオスケータイ）は、サイクロイドスタイルを採用（スライド式W64SH、931SH、941SH、SH-04A、SH-03B、AQUOS SHOT、スマートフォンのAQUOSブランド機種、を除く）するワンセグに対応したシャープ製の携帯電話の愛称で、シャープが有する商標である。

### 概要
シャープの液晶テレビブランド「AQUOS」を冠した「AQUOSケータイ」の呼称は、孫正義が2006年5月10日の決算説明会で「905SHはAQUOSケータイだ」と発言して広く知られる。のちに発売された905SHが好評でヒットしたことから、905SHと同様に「ワンセグ」を搭載して「サイクロイドヒンジ構造」を採用したシャープ製の携帯電話を、「AQUOSケータイ」と称した。当初サイクロイド動作を表す「90°ninety」の愛称とロゴマークが、905SHの初期ロットに化粧箱で見られ、ロゴマークはAQUOSケータイロゴシールで覆われていた。
シャープのワンセグ携帯電話は当初、ワンセグ受信用アンテナを本体左側に配置し、AQUOSケータイのほか全てのシャープ製ワンセグ端末に共通する。
2008年秋冬モデルからサイクロイド機構を採用しないAQUOSケータイも発売し、2009年の「AQUOS SHOT」はサイクロイド機構を採用せず、以降のシャープ製携帯電話の主力機種となる。2011年夏モデルからスマートフォンで新ブランド「AQUOS PHONE」を開発して発売し、液晶の高画質化と「AQUOSリンク」連携の新サービスを展開する。
先にAQUOSケータイを発売したソフトバンクもSoftBank 943SH以来約5年10か月ぶりでAQUOSケータイ新機種発売を発表した。従来のフィーチャーフォン (SoftBank 3G) として発売し、AndroidベースOS搭載機種同様に液晶解像度をqHD (960×540) へ高解像度化する。SoftBankブランドに加えてY!mobileブランドも設定する。

#### サイクロイド機構
液晶部分をサイクロイドの動きで右へ90度回転すると機体が「T字型」となり、片手で本体部を保持しながらワンセグ放送などの視聴が可能で、重量バランスが良好なために保持する手の親指で液晶部の回転も可能である。キーを配する本体部は回転しないため、卓上置き使用時も操作性は変化せずに良好である。
SoftBank 920SHは、ワンセグ、カメラ（静止画・動画）、アプリ、ブラウザ、メール、メインメニュー、アドレス帳、スケジュール、ドキュメントビューアなどの機能が横画面に対応する。
富士通製の液晶回転機種は、左右に回転可能で回転時の自動起動機能をワンセグ以外も設定可能である。AQUOSは右回転でワンセグのみ自動起動するが、のちに回転時にワンセグ以外の機能設定が可能な機種も発売する。
すべてのAQUOSケータイは、ワンセグ起動時に黒色背景に青字でAQUOSケータイのロゴをフロート表示する。W61SHは背景に波が流れる。au向けAQUOSケータイは液晶枠外の横位置左上に「AQUOSケータイ」、W51SHは横位置下中央に「SHARP」、それぞれを記す。

#### 液晶画面
920SH、923SH、822SH、SH905iTV、W61SHは、シャープが開発して液晶テレビ「AQUOS」に用いた「ASV液晶」を採用する。

### 機種

#### ソフトバンク（旧・ソフトバンクモバイル）
再処にAQUOSケータイを発売した先発のため機種が豊富で、最新機能を取り入れるなど、毎商戦のハイエンドモデルの一角として登場することが多い。923SH・931SH・932SHのみGPS、モーションコントロールセンサー搭載。822SHを除く全機種にBluetoothを搭載しており、2008年6月にSH906iTVが発売されるまではBluetooth搭載の機種はソフトバンクモバイル（現・ソフトバンク）のみであった。931SHはSoftBankブランドのAQUOSケータイを冠した機種では初の非サイクロイド式である。

##### AQUOSケータイ（9xxシリーズ）
サイクロイドを用いたハイエンドモデルで、ほぼ全機能を搭載する。932SHと943SHは、初めて段差を解消したNewサイクロイド式である。
- Vodafone 905SH / SoftBank 905SH - WQVGA／2.6インチ・27.0mm・140g・202万画素（2006年5月27日発売） - 初代
- SoftBank 911SH - WQVGA／3.0インチ・22.0mm・138g・200万画素（2006年11月25日発売） - 2nd MODEL
- SoftBank 912SH - WVGA／3.0インチ・23.0mm・144g・320万画素（2007年 6月 9日発売） - 3rd MODEL
- SoftBank 920SH - FWVGA／3.2インチ・18.0mm・123g・320万画素（2007年11月17日発売） - 4th MODEL
- SoftBank 923SH - FWVGA／3.3インチ・18.6mm・135g・520万画素（2008年 7月 5日発売） - 5th MODEL
- SoftBank 932SH - FWVGA／3.3インチ・18.0mm・140g・800万画素（2009年 2月 6日発売） - 7th MODEL - Newサイクロイド
- SoftBank 943SH - FWVGA／3.4インチ・18.6mm・138g・800万画素・無線LAN（ケータイWi-Fi）（2010年 3月 5日発売） - 11th MODEL - Newサイクロイド

##### AQUOSケータイ（8xxシリーズ）
サイクロイドを用いたシリーズ。9xxシリーズよりも機能を絞り込んで小型化した。
- SoftBank 822SH - WQVGA／3.0インチ・18.0mm・120g・200万画素（2007年12月15日発売） - 初の8xxのAQUOSケータイ

##### AQUOSケータイ FULLTOUCH
SoftBank内のFULLFACEシリーズに続くスライド式のシリーズである。
- SoftBank 931SH - HXGA／3.8インチ・16.0mm・130g・520万画素（2008年11月28日発売） - 6th MODEL
- SoftBank 941SH - HXGA／4.0インチ・16.6mm・130g・800万画素（2009年11月27日発売）・無線LAN（ケータイWi-Fi） - 10th MODEL

#### NTTドコモ
SH905iTV以降の全機種はAV機能を最重視し、1677万色ディスプレイ、ドルビーモバイル、SH-07Aを除いてステレオスピーカーを搭載する。SH-01Aは、ドコモのAQUOSケータイで初めてGPSを搭載した。SH903iTVは2008年1月にW61SHが発売されるまでは、AQUOSケータイ唯一のFaver2.0対応機種であった。SH-04AはドコモのAQUOSケータイを冠した機種では初の非サイクロイド式である。

##### AQUOSケータイ
- SH903iTV（2007年2月28日発売）
- SH905iTV（2008年1月24日発売）
- SH906iTV（2008年6月20日発売）
- SH-01A - PRIMEシリーズ（2008年11月20日発売）
- SH-04A - PROシリーズ 横スライド式（2009年2月20日発売）
- SH-07A - PROシリーズ（2009年6月24日発売）
- SH-03B - PROシリーズ 横スライド式（2010年2月19日発売）

#### au（KDDI／沖縄セルラー電話）
細身、小型、鮮やかなカラーバリエーションで、デザインや使い勝手など特長がある。デジタルラジオを搭載するAQUOSケータイは、2009年10月現在W51SHのみである。全機種GPSを搭載し、2008年7月にSoftBank 923SHが発売されるまでGPS搭載機種はauのみであった。W64SHは全キャリアのAQUOSケータイを冠した機種で初めて非サイクロイド式を採用し、auのAQUOSケータイで初のBluetooth機でFMトランスミッター搭載機である。SH006はAQUOS SHOTを冠した機種で初めて無線LANを搭載する。
外箱や手提げ袋に専用デザインを採用する。

##### AQUOSケータイ
- W51SH（2007年3月10日発売）
- W61SH（2008年1月9日発売）
- W64SH - スライド式（2008年11月19日発売）

### 市場波及
シャープ以外のメーカーも、テレビのブランド名をワンセグ対応携帯に冠した機種を発売する。
- BRAVIAケータイ/BRAVIA Phone - SO903iTV・SO906i・BRAVIA Phone U1（CDMA SOY02）・BRAVIA Phone S004（CDMA SO004）・BRAVIA Phone S005（CDMA SO005）（ソニー・エリクソン（現ソニー）・モバイルコミュニケーションズ製）
- Woooケータイ - W53H・W62H・W63H・H001（CDMA HI001）・Mobile Hi-Vision CAM Wooo（CDMA HIY01）（日立製作所製[4]）
- VIERAケータイ - P905i・P905iTV・P906i・P-01A・P-02A・P-03A・P-07A・P-08A・P-10A・P-01B・P-02B・P-04B・P-06B・P-02C・SoftBank 920P・SoftBank 921P・SoftBank 930P・SoftBank 931P・SoftBank 940P・SoftBank 941P・SoftBank 942P（パナソニック製）
- REGZAケータイ/REGZA Phone - SoftBank 921T・REGZA Phone T004 (CDMA TS004)・REGZA Phone IS04/IS04FV (CDMA TSI04)・REGZA Phone IS11T (CDMA TSI11)・REGZA Phone T-01C・REGZA Phone T-01D・REGZA Phone T-02D（東芝製[5]）

AQUOSケータイに次ぐブランドFULLFACEやAQUOS SHOTを展開する。

### 市場動向
AQUOSケータイが登場した2006年5月から2007年3月までワンセグ対応携帯電話はすべてAQUOSケータイが首位となる。3社統計で2006年10月までは905SH、2006年11月からは911SH、2007年3月からSH903iTVが占める。

## AQUOS SHOT（2009年 - 2011年）

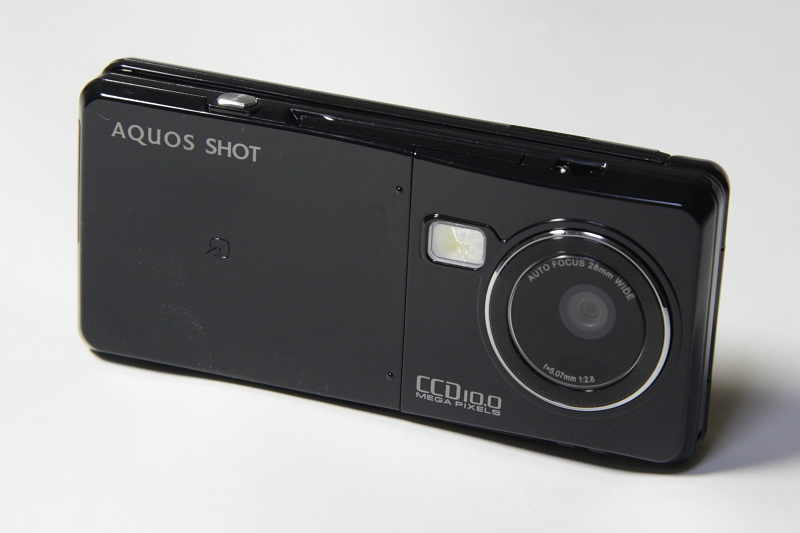
AQUOS SHOT
docomo SH-06A

AQUOS SHOT（アクオスショット）は、AQUOSケータイのうちカメラ機能に特化したシリーズ名でシャープの登録商標である。

### 概要
AQUOSケータイの高画質とワンセグなど高機能、高画質カメラの高画素CCDとProPix、両立を標榜するモデルである。ソフトバンクモバイルとNTTドコモは2009年5月19日に発表した端末で、それぞれ1機種に初めてAQUOS SHOTを採用する。これまで発表された全ての機種で3.3インチ以上のフルワイドVGAディスプレイ、タッチパネル、1000万画素以上のCCDカメラ、ProPixを搭載する。

### 経緯
シャープは、2000年11月にJフォンが発売し、現在のカメラ付き携帯電話のルーツにあたるJ-SH04を納入し、以降高画素カメラ搭載の携帯電話を相次ぎ開発し携帯電話用カメラのCCDも自社で開発した。他社は小型化、低消費電力化、低コスト化のためにCMOSへ移行するが、シャープは暗所や動きに長所があるCCDを、2007年夏ごろまでミドルからハイエンド端末の多くに採用した。ローエンド端末はVodafone 703SH、SH702iDなど2005年後半頃から本体サイズの小型化を優先し、大半でCMOSを用いた。
2006年頃からカメラよりもワンセグに傾注し、SoftBank 911SHなどAQUOSケータイの多くに小型で低コストのCMOSカメラを搭載した。2008年夏以前に発売したAQUOSケータイでCCDカメラを搭載するものはVodafone 905SH (SoftBank 905SH) とSoftBank 912SHの2機種のみである。2007年の半ばから、SoftBank 913SHやSH905iなどを初めとするAQUOSケータイ以外のミドルからハイエンド端末もCMOSカメラとなった。2008年夏以前に発売された端末でCCDカメラ搭載はSoftBank 912SHとSH904iが最後である。CMOSを採用して暗所や動きなど撮影時の特長を失い、他社優位性も低下した。
2008年に携帯電話カメラ用の800万画素CCDと独自画像エンジンProPixを開発し、高画質カメラ搭載機種をSoftBank 930SHから相次ぎ発売した。
2009年に国産携帯電話機が搭載するカメラで当時最高画素数の1000万画素CCDを開発し、AQUOS SHOT SoftBank 933SHとして5月29日に発売した。「ワンセグにもカメラにも強いシャープの携帯電話」を強調して「AQUOS SHOT」と称した。CCDのサイズは1/2.3型で、普及型コンパクトデジタルカメラと同じである。
2009年10月に日本初の1210万画素CCDカメラ搭載のSH003を発売した。CCDサイズは据え置きで、従来機と互換性がある。
2010年5月28日にフルハイビジョン動画撮影が可能な1210万画素CCDカメラ搭載のSH-07Bを発売した。AQUOS SHOTで初めて防水と防塵、動画撮影用のアウトマイクを搭載してモノラル32kbpsの音質に対応する。
2010年11月に1410万画素CCDカメラ搭載のSH010を発売した。フルHDサイズの連写や、14Mピクセルでも連写写真の中から良好な1枚を選出するおすすめフォトが利用可能である。CCDのサイズは従来機同一。
2011年1月に、屈曲レンズの光学3倍ズームに1410万画素CCDカメラを搭載して普及型コンパクトデジタルカメラに相当するSH-05Cを発売する。
2011年5月に3D撮影が可能な1610万画素CCDカメラ搭載のSH-10Cを発売する。
2011年12月にコンパクト防水対応で1610万画素CCDカメラ搭載のSH-03Dを発売する。

### 機種

#### docomo
- SH-06A - PRIMEシリーズ 2軸折りたたみ式
- SH-01B - PRIMEシリーズ 2軸折りたたみ式
- SH-07B - PRIMEシリーズ 2軸折りたたみ式 防水・防塵（2010年5月発売）
- SH-01C - PRIMEシリーズ 2軸折りたたみ式 防水・防塵
- SH-05C - PROシリーズ 全面タッチパネルストレート式
- SH-10C - PRIMEシリーズ 2軸折りたたみ式 防水・防塵
- SH-03D - STYLEシリーズ 2軸折りたたみ式 防水・防塵（2011年12月10日発売）

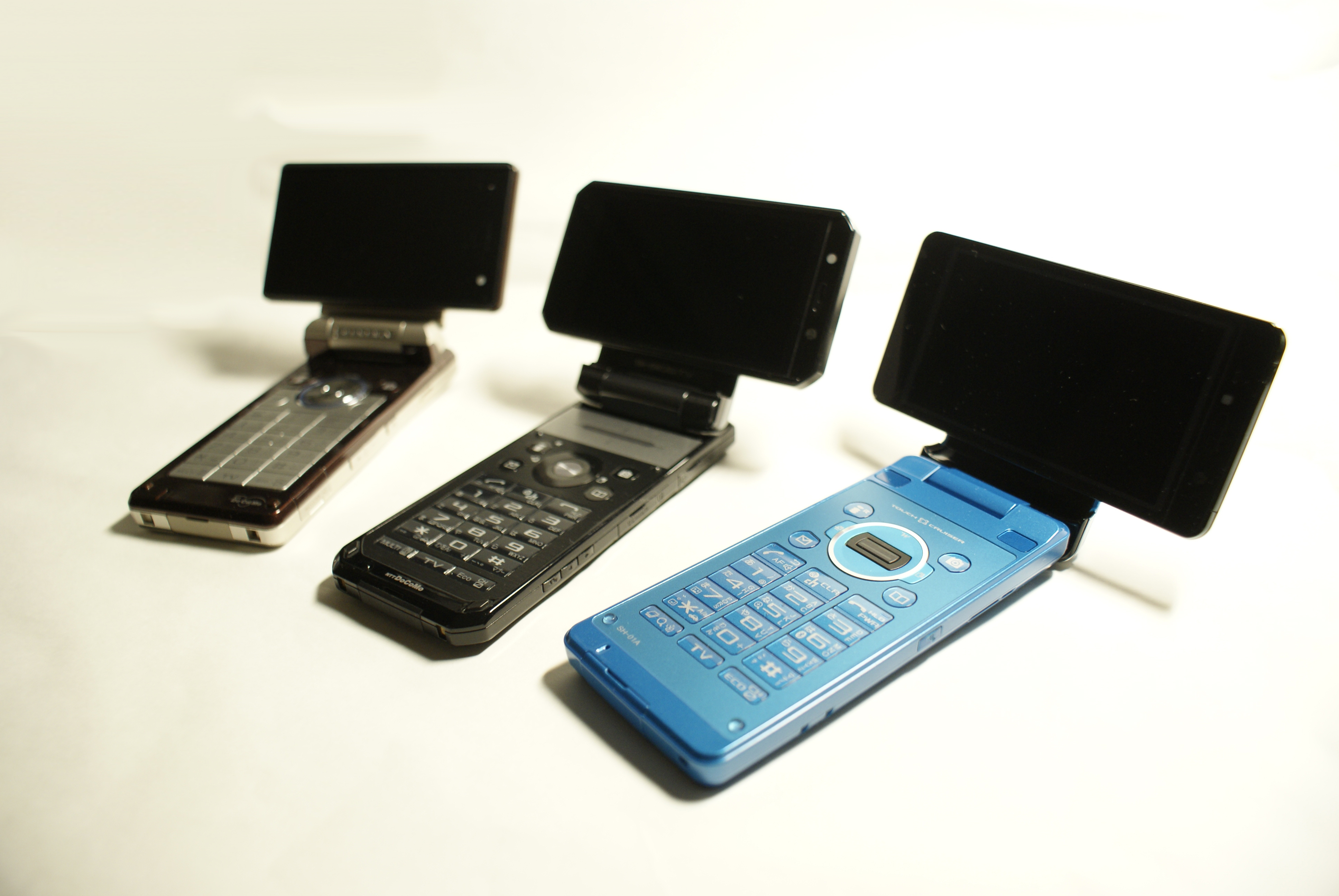
奥からSH903iTV、SH905iTV、SH-01A
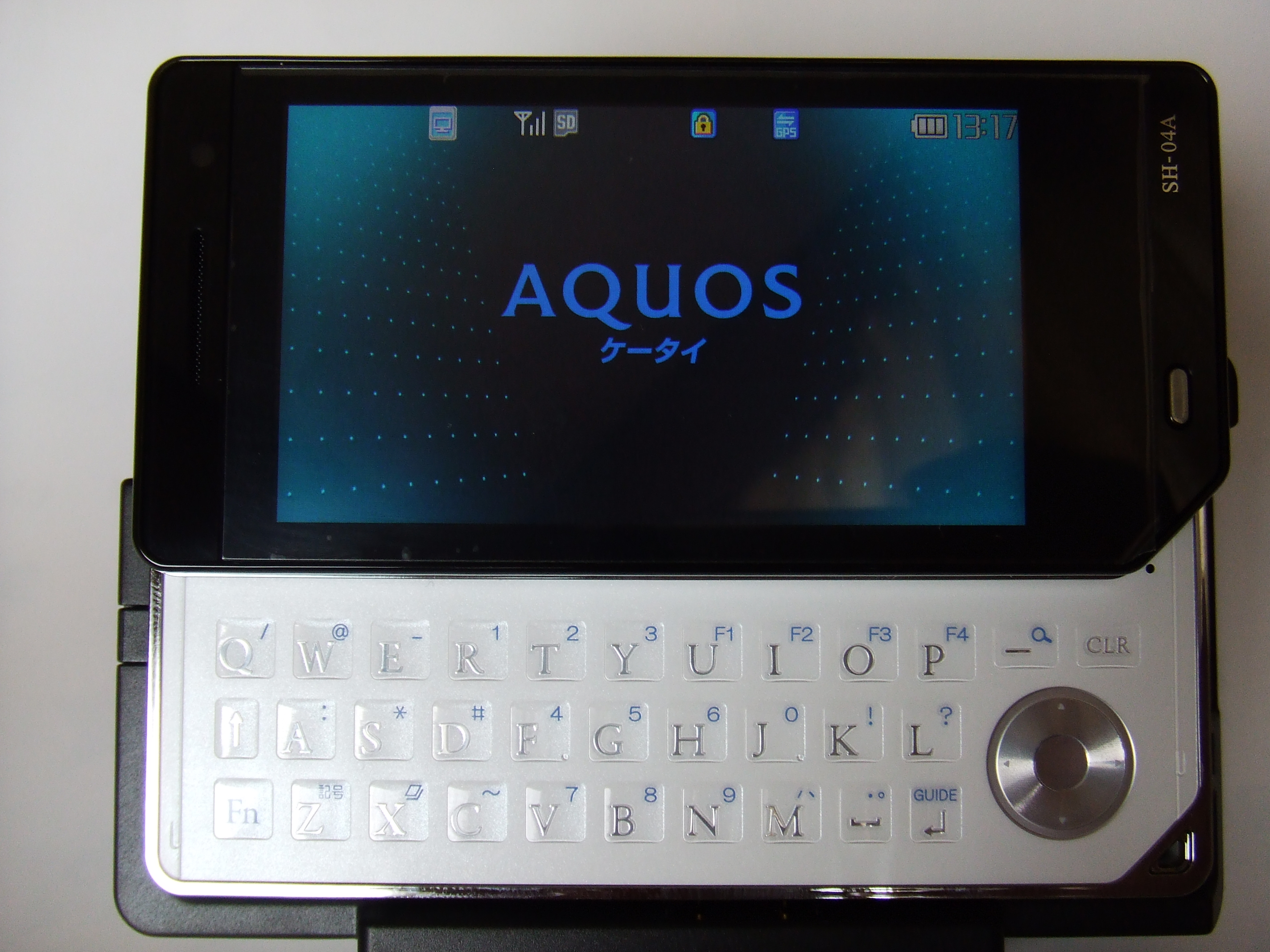
SH-04A
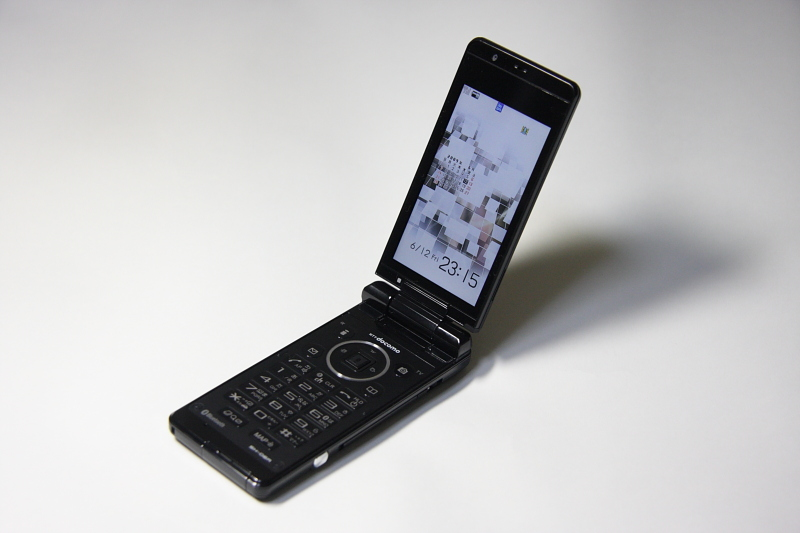
SH-06A
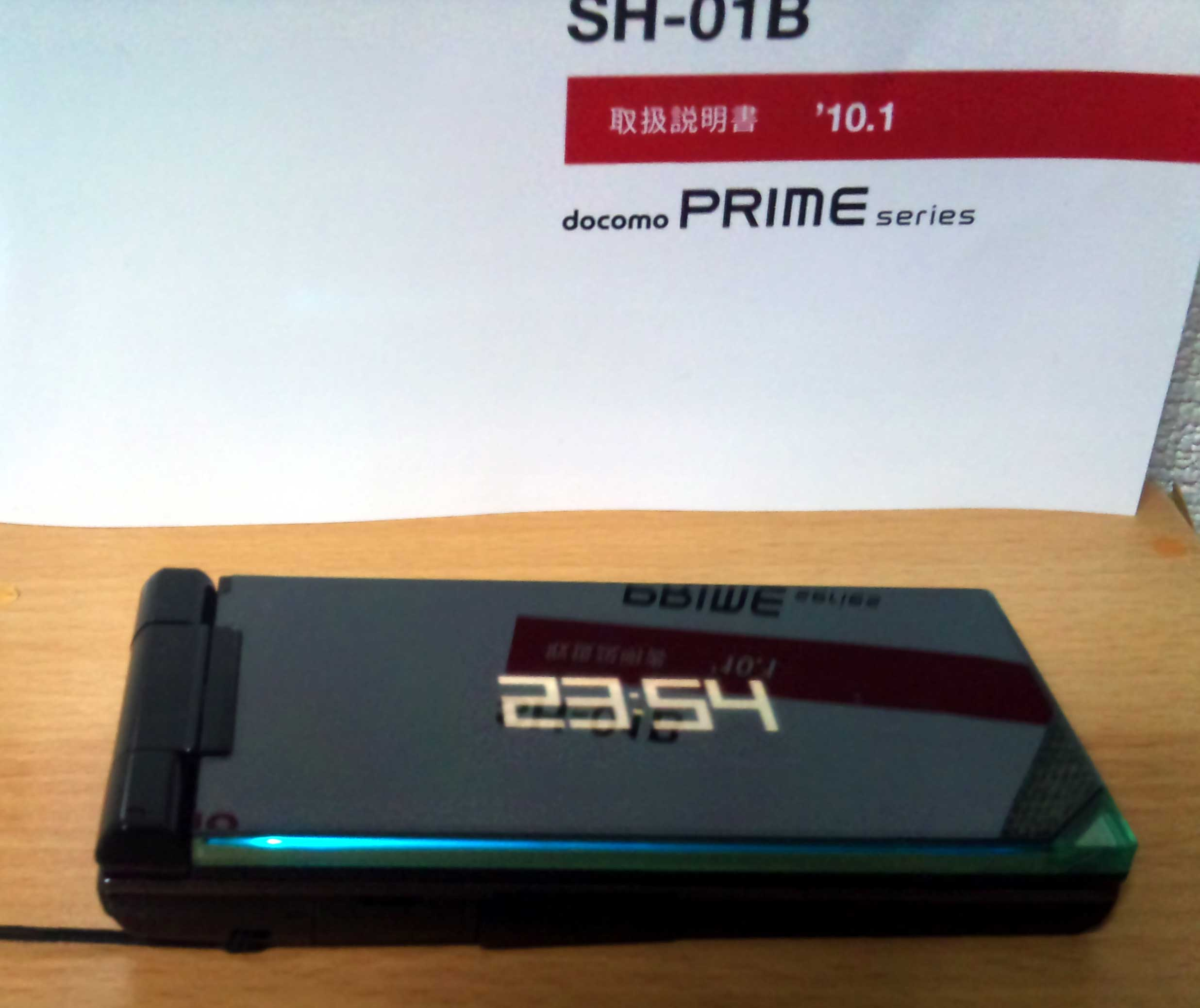
SH-01B

#### SoftBank
- SoftBank 933SH - FWVGA／3.3インチ・16.7mm・127g・1000万画素（2009年 5月29日発売） - 8th MODEL
- SoftBank 940SH - FWVGA／3.4インチ・16.0mm・130g・1210万画素・無線LAN（ケータイWi-Fi）（2009年11月20日発売） - 9th MODEL
- SoftBank 945SH - FWVGA／3.4インチ・16.9mm・140g・1210万画素・防水・防塵・無線LAN（ケータイWi-Fi）（2010年7月9日発売） TOPPERS/FMPカーネルの最初の採用事例[9] - 12th MODEL
- SoftBank 002SH - FWVGA／3.4インチ・16.2mm・134g・1410万画素・防水・防塵・無線LAN（ケータイWi-Fi）（2010年11月19日発売） - 13th MODEL

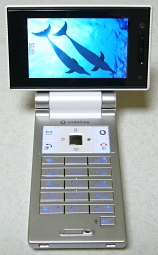
Vodafone 905SH / SoftBank 905SH
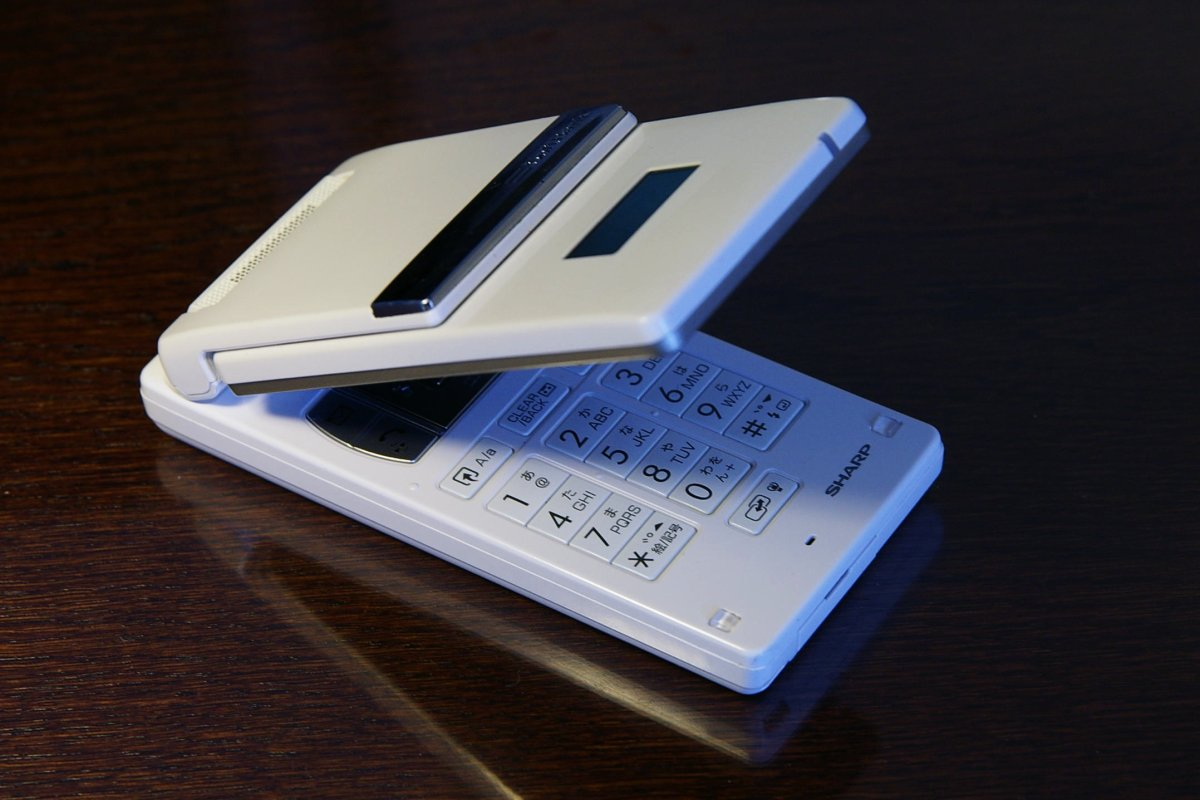
SoftBank 911SH
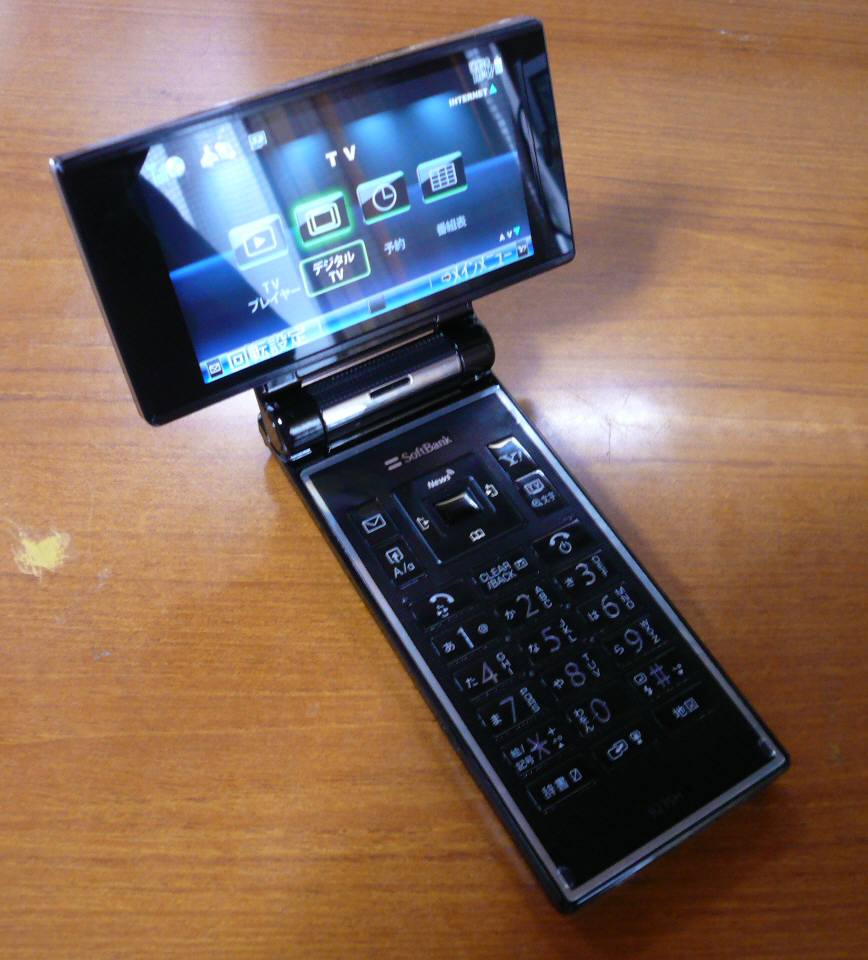
SoftBank 923SH

#### au（KDDI／沖縄セルラー電話）
- SH003 - 2軸折りたたみ式・FWVGA／3.4インチ・16.6mm・132g・1210万画素・AQUOS Blu-ray連携・FMトランスミッター（2009年10月30日発売）
- SH006 - 2軸折りたたみ式・FWVGA／3.4インチ・16.7mm・132g・1210万画素・AQUOS Blu-ray連携・FMトランスミッター・無線LAN(Wi-Fi WIN)（2010年3月5日発売）
- SH008 - 防水2軸折りたたみ式・FWVGA／3.4インチ・19.1mm・151g・1210万画素・AQUOS Blu-ray連携・FMトランスミッター・無線LAN(Wi-Fi WIN)（2010年6月16日発売）
- SH010 - 防水2軸折りたたみ式・FWVGA／3.4インチ・17.8mm・142g・1410万画素・AQUOS Blu-ray連携・FMトランスミッター・無線LAN(Wi-Fi WIN)（2010年11月5日発売）

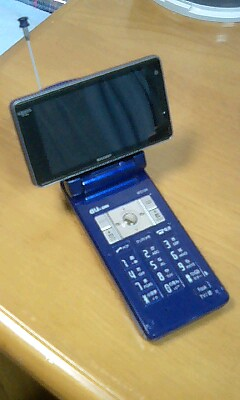
W51SH
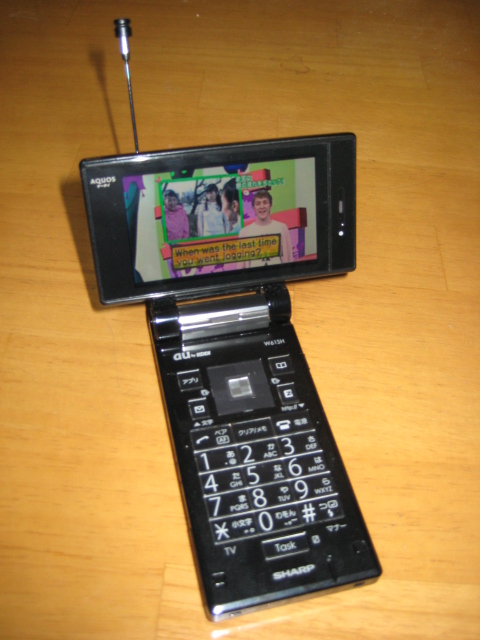
W61SH
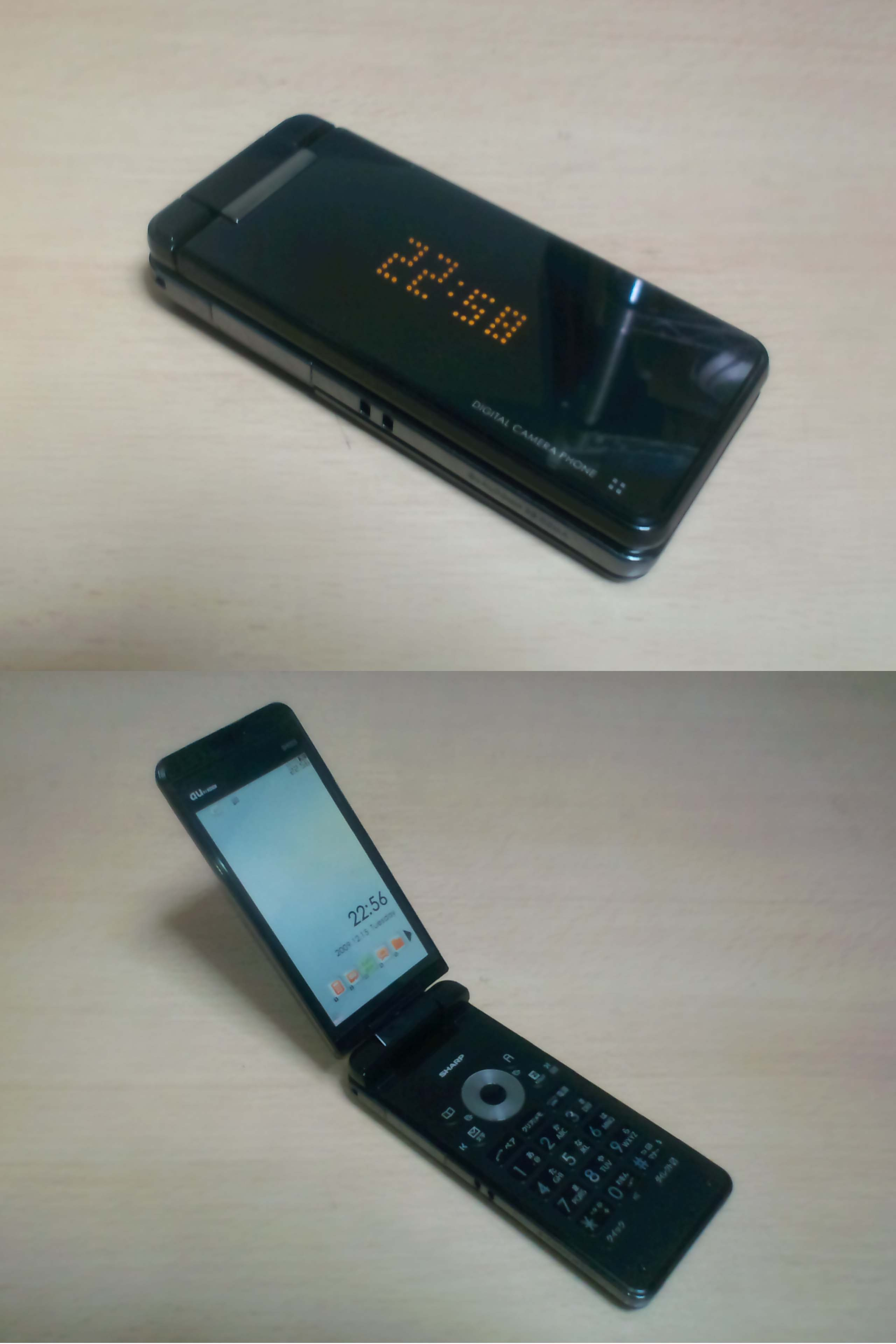
SH003

## AQUOSケータイ・AQUOS K（2015年 - ）
2015年初頭に各キャリアは、AndroidをベースとしたOSを搭載したフィーチャーフォンを発売した。AndroidベースのOSを搭載したシャープのフィーチャーフォンのうち、AuのAQUOS K以外は、AQUOSケータイと称する。スペックが固定化していた過去のフィーチャーフォンに比べ、ディスプレイ画面解像度をQHD (960×540) へ高解像度化や裏面照射型CMOSセンサー採用など大幅にスペックアップする。

### 機種

#### NTTドコモ
以下の機種は全てドコモ ケータイで販売する。
| 機種名                | 発売日         | 液晶方式      | 通信方式                        | 形状       | CPU                                     | ストレージ      | メインカメラ | サブカメラ | OS       | 備考                                               |
| --------------------- | -------------- | ------------- | ------------------------------- | ---------- | --------------------------------------- | --------------- | ------------ | ---------- | -------- | -------------------------------------------------- |
| AQUOS ケータイ SH-06G | 2015年6月26日  | 3.4インチ QHD | W-CDMA                          | 折り畳み式 | Qualcomm Snapdragon 200 MSM8210 1.2 GHz | RAM:1GB ROM:4GB | 5.0MP        | -          | A. 4.4.4 | 赤外線通信、 ワンセグ、防水                        |
| AQUOS ケータイ SH-01J | 2016年10月21日 | 3.4インチ QHD | LTE W-CDMA GSM IEEE 802.11b/g/n | 折り畳み式 | Qualcomm Snapdragon 210 MSM8909 1.1 GHz | RAM:1GB ROM:8GB | 8.0MP        | -          | A. 5.1   | FeliCa、赤外線通信、 ワンセグ、 防水・防塵、耐衝撃 |
| AQUOS ケータイ SH-02L | 2019年2月8日   | 3.4インチ QHD | LTE W-CDMA GSM IEEE 802.11b/g/n | 折り畳み式 | Qualcomm Snapdragon 210 MSM8909 1.1 GHz | RAM:1GB ROM:8GB | 8.0MP        | -          | A. 8.1   | FeliCa、赤外線通信、 ワンセグ、 防水・防塵、耐衝撃 |

#### au
2015年2月からau向けAndroid搭載フィーチャーフォンは「AQUOS K」と称する。
| 機種名        | 発売日         | 液晶方式      | 通信方式                                        | 形状       | CPU                                     | ストレージ      | メインカメラ | サブカメラ | OS       | 備考                                                |
| ------------- | -------------- | ------------- | ----------------------------------------------- | ---------- | --------------------------------------- | --------------- | ------------ | ---------- | -------- | --------------------------------------------------- |
| AQUOS K SHF31 | 2015年2月20日  | 3.4インチ QHD | LTE CDMA2000 1x RTT W-CDMA GSM IEEE 802.11b/g/n | 折り畳み式 | Qualcomm Snapdragon 400 MSM8926 1.2 GHz | RAM:1GB ROM:8GB | 13.1MP       | -          | A. 4.4.2 | FeliCa、赤外線通信、 ワンセグ、 防水、エコ技        |
| AQUOS K SHF32 | 2015年7月17日  | 3.4インチ QHD | LTE GSM IEEE 802.11b/g/n                        | 折り畳み式 | Qualcomm Snapdragon 400 MSM8926 1.2 GHz | RAM:1GB ROM:8GB | 13.1MP       | -          | A. 4.4.2 | FeliCa、赤外線通信、 ワンセグ、 防水、エコ技        |
| AQUOS K SHF33 | 2016年7月6日   | 3.4インチ QHD | LTE GSM IEEE 802.11b/g/n                        | 折り畳み式 | Qualcomm Snapdragon 400 MSM8926 1.2 GHz | RAM:1GB ROM:8GB | 13.1MP       | -          | A. 4.4.2 | FeliCa、赤外線通信、 ワンセグ、 防水、エコ技、emopa |
| AQUOS K SHF34 | 2017年12月15日 | 3.4インチ QHD | LTE GSM IEEE 802.11b/g/n                        | 折り畳み式 | Qualcomm Snapdragon 210 MSM8909 1.1 GHz | RAM:1GB ROM:8GB | 8.0MP        | -          | A. 5.1.1 | FeliCa、赤外線通信、 ワンセグ、 防水・防塵、耐衝撃  |

#### SoftBank
8xxシリーズは9xxシリーズと異なる折りたたみ式である。
| 機種名                | 発売日         | 液晶方式      | 通信方式                        | 形状       | CPU                                     | ストレージ      | メインカメラ | サブカメラ | OS       | 備考                                      |
| --------------------- | -------------- | ------------- | ------------------------------- | ---------- | --------------------------------------- | --------------- | ------------ | ---------- | -------- | ----------------------------------------- |
| AQUOS ケータイ 501SH  | 2015年12月4日  | 3.4インチ QHD | W-CDMA GSM IEEE 802.11b/g/n     | 折り畳み式 | Qualcomm Snapdragon 210 MSM8909 1.1 GHz | RAM:1GB ROM:8GB | 8.0MP        | -          | A. 5.1.1 | 赤外線通信、ワンセグ、 防水・防塵         |
| AQUOS ケータイ2 601SH | 2016年10月28日 | 3.4インチ QHD | LTE W-CDMA GSM IEEE 802.11b/g/n | 折り畳み式 | Qualcomm Snapdragon 210 MSM8909 1.1 GHz | RAM:1GB ROM:8GB | 8.0MP        | -          | A. 5.1.1 | 赤外線通信、ワンセグ、 防水・防塵、耐衝撃 |
| AQUOS ケータイ3       | 2019年4月12日  | 3.4インチ QHD | LTE W-CDMA GSM IEEE 802.11b/g/n | 折り畳み式 | Qualcomm Snapdragon 210 MSM8909 1.1 GHz | RAM:1GB ROM:8GB | 8.0MP        | -          | A. 5.1.1 | 赤外線通信、ワンセグ、 防水・防塵、耐衝撃 |

#### Y!mobile
Y!mobile向けはSoftBank向けと同一仕様（504SHはSoftBank向けの501SH、602SHはSoftBank向けの601SHと仕様は同一）で、602SHまではカラーバリエーションが異なったが、806SHはカラーバリエーションがSoftBank向けと同一となった。
| 機種名                | 発売日         | 液晶方式      | 通信方式                        | 形状       | CPU                                     | ストレージ      | メインカメラ | サブカメラ | OS       | 備考                                      |
| --------------------- | -------------- | ------------- | ------------------------------- | ---------- | --------------------------------------- | --------------- | ------------ | ---------- | -------- | ----------------------------------------- |
| AQUOS ケータイ 504SH  | 2015年12月4日  | 3.4インチ QHD | W-CDMA GSM IEEE 802.11b/g/n     | 折り畳み式 | Qualcomm Snapdragon 210 MSM8909 1.1 GHz | RAM:1GB ROM:8GB | 8.0MP        | -          | A. 5.1.1 | 赤外線通信、ワンセグ、 防水・防塵         |
| AQUOS ケータイ2 602SH | 2016年10月28日 | 3.4インチ QHD | LTE W-CDMA GSM IEEE 802.11b/g/n | 折り畳み式 | Qualcomm Snapdragon 210 MSM8909 1.1 GHz | RAM:1GB ROM:8GB | 8.0MP        | -          | A. 5.1.1 | 赤外線通信、ワンセグ、 防水・防塵、耐衝撃 |
| AQUOS ケータイ3 806SH | 2019年4月12日  | 3.4インチ QHD | LTE W-CDMA GSM IEEE 802.11b/g/n | 折り畳み式 | Qualcomm Snapdragon 210 MSM8909 1.1 GHz | RAM:1GB ROM:8GB | 8.0MP        | -          | A. 5.1.1 | 赤外線通信、ワンセグ、 防水・防塵、耐衝撃 |

#### SIMフリー端末
| 機種名                | 発売日         | 液晶方式          | 通信方式                        | 形状       | CPU                                     | ストレージ      | メインカメラ | サブカメラ | OS | 供給先                                                                  | 備考                                |
| --------------------- | -------------- | ----------------- | ------------------------------- | ---------- | --------------------------------------- | --------------- | ------------ | ---------- | -- | ----------------------------------------------------------------------- | ----------------------------------- |
| AQUOS ケータイ SH-N01 | 2016年12月11日 | TFT 3.4インチ QHD | LTE W-CDMA GSM IEEE 802.11b/g/n | 折り畳み式 | Qualcomm Snapdragon 210 MSM8909 1.1 GHz | RAM:1GB ROM:8GB | 8.0MP        | -          |    | IIJmio イオンモバイル スマートモバイルコミュニケーションズ 楽天モバイル | 防水、長エネスイッチ SH-01Jがベース |